# Vampyrostenus
Vampyrostenus is een geslacht van hooiwagens uit de familie Agoristenidae.
De wetenschappelijke naam Vampyrostenus is voor het eerst geldig gepubliceerd door Šilhavý in 1976. 

## Soorten
Vampyrostenus is monotypisch en omvat slechts de volgende soort:
- Vampyrostenus kratochvili